# Careproctus curilanus
Careproctus curilanus är en fiskart som beskrevs av Gilbert och Burke 1912. Careproctus curilanus ingår i släktet Careproctus och familjen Liparidae. Inga underarter finns listade.